# Mirian Modebadze
Pas d'image ? Cliquez ici

a Compétitions nationales et continentales officielles uniquement.

b Matchs officiels uniquement.
Dernière mise à jour le 16 novembre 2022.
Mirian Modebadze (en géorgien : მირიან მოდებაძე), né le 27 octobre 1997, est un joueur international géorgien de rugby à XV qui évolue au poste d'ailier et d'arrière. 

## Biographie
Mirian Modebadze commence sa carrière en 2014 sous les couleurs du RC Aia. Il est convoqué pour participer au championnat d'Europe de rugby à XV des moins de 18 ans 2015, qui ira en finale du tournoi. En 2016, il est appelé en équipe de Géorgie de rugby à XV des moins de 20 ans, qui dispute son premier championnat du monde junior de rugby à XV 2016. Il est de nouveau convoqué pour l'édition 2017, qui se déroule à domicile pour les Géorgiens. Puis dans la foulée, il est convoqué pour participer au Seven's Grand Prix Series 2017. 
Il débute en sélection nationale dès le mois de Novembre 2017, lors de la réception du Canada. Il est de nouveau titularisé la semaine suivante, cette fois-ci face à un adversaire plus compliqué, le Pays de Galles. 
Ses bonnes prestations en club lui ont valu d'être inclus dans l'équipe-type de la saison 2016-2017 en Géorgie. Lors de la saison suivante il se blesse, et ne peut participer à la finale du championnat atteinte par son club de l'Aia Koutaïssi. 
Il va retrouver les couleurs de la sélection nationale pour le REC 2019. Il participera activement au titre obtenu par son équipe, inscrivant son premier essai international face à la Belgique, puis inscrivant un triplé face à l'Allemagne. Il est ensuite convoqué pour participer à la Coupe du monde de rugby à XV 2019 au Japon. Il jouera deux matchs, dont un en tant que titulaire (face au pays de Galles). 
Il est de nouveau appelé en sélection nationale, cette fois-ci pour disputer le REC 2020. Il inscrit un nouvel essai, cette fois-ci face à la Roumanie. Il se blesse par la suite, mais est quand même inclus au sein de l'effectif pour disputer la Coupe d'automne des nations. Il ne jouera néanmoins aucun match. 
En 2021, il intègre la franchise géorgienne du Black Lion qui évolue en Rugby Europe Super Cup, tout en continuant d'évoluer en Didi 10 avec l'Aia.

## Statistiques en équipe nationale
| Année | Compétition                       | Matchs | Points | Essais | Transf. | Drops | Pénal. |
| ----- | --------------------------------- | ------ | ------ | ------ | ------- | ----- | ------ |
| 2017  | Test                              | 3      | -      | -      | -       | -     | -      |
| 2019  | REC 2019                          | 5      | 25     | 5      | -       | -     | -      |
| 2019  | Test                              | 2      | -      | -      | -       | -     | -      |
| 2019  | Coupe du monde de rugby à XV 2019 | 2      | -      | -      | -       | -     | -      |
| 2020  | REC 2020                          | 1      | 5      | 1      | -       | -     | -      |
| 2021  | REC 2020                          | 1      | -      | -      | -       | -     | -      |
| 2021  | REC 2021                          | 1      | 5      | 1      | -       | -     | -      |
| Total | Total                             | 15     | 35     | 7      | -       | -     | -      |

| Essai | Adversaire | Lieu                                       | Compétition | Date           | Résultat | Score |
| ----- | ---------- | ------------------------------------------ | ----------- | -------------- | -------- | ----- |
| 1     | Belgique   | Petit Heysel, Bruxelles                    | REC 2019    | 2 mars 2019    | Victoire | 6-46  |
| 3     | Allemagne  | Aia Arena, Koutaïssi                       | REC 2019    | 10 mars 2019   | Victoire | 52-3  |
| 1     | Russie     | Stade Kouban, Krasnodar                    | REC 2019    | 17 mars 2019   | Victoire | 6-22  |
| 1     | Roumanie   | Stade Boris-Paichadze, Tbilissi            | REC 2020    | 1 février 2020 | Victoire | 41-13 |
| 1     | Portugal   | Centro de Alto Rendimento do Jamor, Oeiras | REC 2021    | 6 mars 2021    | Victoire | 16-29 |

## Palmarès
- Championnat européen international de rugby à XV 2018-2019
- Championnat européen international de rugby à XV 2019-2020